# 堀江清市
堀江 清市（ほりえ せいいち、1949年12月7日 - ）は、元NHKチーフアナウンサー。2016年12月退職。

## 人物
島根県立松江南高等学校を経て東洋大学卒業後、1973年入局。2016年12月退職。

## 過去の担当番組
- FMリクエストアワー（和歌山局）（1986年頃担当）
- アナウンス副部長（鹿児島局）（1998年6月 - 2001年6月)
- しまねっと845：キャスター（金曜日）
- ニュース・気象情報（ラジオ第一）（主に月曜 - 金曜夕方）